# Eleccions generals de Tanzània de 1985
El 27 d'octubre de 1985 es van celebrar eleccions generals en Tanzània. El país era un estat unipartidista en aquest moment, amb el Partit de la Revolució (CCM) com a únic partit legal. Per a l'elecció de l'Assemblea Nacional hi havia dos candidats del mateix partit en cada circumscripció, mentre que l'elecció presidencial va ser, en realitat, un referèndum sobre el candidat del CCM, Ali Hassan Mwinyi, que va succeir a Julius Nyerere com a president.
Es van introduir diversos canvis en les eleccions, entre ells l'augment del nombre de circumscripcions electorals de 106 a 119, la supressió dels 20 escons regionals triats pels parlamentaris i la introducció de 15 escons reservats per a les dones. La Llei Electoral de 1985 va reduir l'edat de votar de 21 a 18 anys, i una esmena constitucional de l'any anterior havia limitat al president a dos mandats.
La participació dels votants va ser del 74% en les eleccions a l'Assemblea Nacional i del 75% en les presidencials.

## Resultats

### President
| Elecció                          | Vots      | %     |
| -------------------------------- | --------- | ----- |
| A favor                          | 4,778,114 | 95.68 |
| En contra                        | 215,626   | 4.32  |
| Vots nuls/en blanc               | 188,259   | -     |
| Total                            | 5,181,999 | 100   |
| Font: African Elections Database |           |       |

### Assemblea nacional
| Partit                 | Vots      | %   | Escons |
| ---------------------- | --------- | --- | ------ |
| Partit de la Revolució | 4,768,997 | 100 | 274    |
| Vots nuls/en blanc     | 214,324   | -   | -      |
| Total                  | 4,983,321 | 100 | 274    |
| Font: Nohlen et al.    |           |     |        |